# L'Ordine di Thanos
L'Ordine di Thanos (The Thanos Imperative) è una miniserie crossover a fumetti di sei numeri scritta e disegnata da Dan Abnett e Andy Lanning e pubblicata dalla Marvel Comics. La storia vede gli eroi spaziali della Marvel che uniscono le forze per salvare l'universo dalla minaccia del Cancroverso, un universo parallelo popolato da mostri cosmici dove non è possibile morire.

## Storia editoriale
La serie venne pubblicata da agosto 2010 a gennaio 2011 per sei numeri. Vennero aggiunti due One-shot, Ignition e Devastation che rispettivamente fanno da prologo e epilogo all'evento.
Venne pubblicato in Italia dalla Panini Comics, sui numeri 74 e 75 di Marvel Crossover.

## Trama
La serie è il culmine degli eventi messi in moto da Annihilation e, più precisamente, da War of Kings, che si è conclusa con la creazione di una faglia che collega i due universi, e Realm of Kings che vide vari personaggi alle prese con gli Esseri dai Molti Angoli (Many-Angled Ones) e con delle versioni malvagie dei supereroi Marvel. La conclusione di Realm Of Kings e l'inizio de l'Ordine di Thanos avvengono in Guardians of the Galaxy n. 25 e Nova (Vol. 4) n. 36, dopodiché entrambe le serie furono cancellate.
Mentre i Guardiani della Galassia tengono d'occhio il redivivo Thanos, prigioniero degli eroi, e Nova è all'inseguimento del falso Quasar, Magus e la Chiesa Universale della Verità allargano la Faglia (creata alla fine di War of Kings e precedentemente sigillata da Adam Warlock). Delle creature mostruose emergono dalla Faglia e vengono affrontate dalle armate Kree, Shi'ar e da una moltitudine di esseri cosmici. Fra i mostri vi è il loro leader, Lord Mar-Vell, una versione alternativa di Capitan Mar-Vell. Mar-Vell uccide Magus per non essere riuscito a trovare Thanos. Lo stesso Mar-Vell è il signore del Cancroverso, una dimensione parallela dove la morte è stata eliminata e la vita si è diffusa in maniera incontrollata come un cancro, e mira di espandere la piaga della non-morte negli altri universi.
Mar-Vell è l'avatar della vita, mentre Thanos è l'avatar della morte. E per questo, la battaglia finirà solo se uno uccide l'altro. Mentre i Guardiani della Galassia portano Thanos nel Cancroverso sperando di trovare Mar-Vell, quest'ultimo va nell'universo Marvel alla ricerca di Thanos. Nova forma una squadra con Silver Surfer, Gladiatore, Beta-Ray Bill, Quasar e Ronan l'accusatore per combattere Mar-Vell ma vengono sconfitti. Quando Thanos uccide Drax il Distruttore, altro avatar della vita, Mar-Vell viene avvertito della sua presenza e ritorna nel Cancroverso.
Quando Mar-Vell si presenta a Thanos e ai Guardiani, Thanos si arrende subito, sorprendendo tutti. Mentre sta per essere sacrificato da Mar-Vell, Thanos riflette che il Capitan Mar-Vell che conosceva non aveva mai considerato le conseguenze delle sue azioni, Lord Mar-Vell si rese conto di essere stato ingannato quando Lady Morte viene evocata dalla morte di Thanos e venne ucciso. La morte di Mar-Vell dà il via a una reazione a catena che causa la morte dei suoi seguaci e il collasso del Cancroverso. Thanos, aspettandosi di venire accolto con affetto da Lady Morte, si infuria quando quest'ultima lo rifiuta di nuovo. Thanos dà la colpa agli eroi del perché la Morte non lo vuole più e decide di vendicarsi distruggendo l'universo. Star-Lord e Nova teletrasportano i loro compagni al sicuro e decidono di sacrificarsi per impedire a Thanos di tornare nell'universo.
Sul pianeta Hala viene fatto un funerale per Star-Lord e Nova. Quasar informa Rocket Raccoon che senza Nova, l'Uni-Mente di Xandar si è spenta e la Nova Force è svanita. Indebolite dal recente conflitto, le forze dell'impero Kree su Hala vengono attaccate dall'esercito di Blastaar, che mira a una facile conquista. Durante la battaglia, Cosmo forma una nuova squadra con Quasar, Silver Surfer, Gladiatore e Ronan per sconfiggere Blastaar. Dopo la battaglia, la nuova squadra, battezzata i Devastatori (Annihilators), fanno la loro base a Ovunque. Di fronte ai Devastatori compare Ikon, membro dei Cavalieri Spaziali di Galador, che dice che c'è una emergenza e chiede dove può trovare la nuova squadra di eroi di cui ha sentito parlare.